# Вардан Турчин
Вардан, надимак Туркос, „Турчин“ ( грч. Βαρδάνης ὁ Τοῦρκος    , fl. 795–803 ), био је византијски генерал јерменског порекла који је покренуо неуспешну побуну против цара Нићифора I ( в. 802–811 ) 803. године. Иако велики присталица византијске царице Свете Ирине Атинске ( в. 797–802 ), убрзо након њеног свргавања, цар Нићифор I га је именовао за главног команданта анадолске војске. Са ове позиције је покренуо побуну у јулу 803, вероватно јер се није слагао са Нићифоровом економском и верском политиком. Његове трупе су кренуле ка Цариграду, али нису успеле да добију подршку народа. У овом тренутку, неки од његових главних присталица су га напустили и, нерадо укључивши лојалистичке снаге у битку, Вардан је одустао и одлучио да се сам преда. Повукао се као монах у манастир који је основао. Тамо је био ослепљен, вероватно по Нићифоровом наређењу.

## Порекло и почетак каријере
Ништа се не зна о раном животу Вардана. Савремени научници га обично сматрају Јерменом због његовог крсног имена ( хеленизовани облик Вардан ), док његов надимак „ Турчин “, који му је дат, вероватно са намером да га омаловаже, тек после његове побуне, може да сугерише хазарско порекло. 
Вардан је вероватно идентичан са патрикијем Варданом који се појављује у Хроници Теофана Исповедника средином 790-их. Године 795. био је доместик схола (командант гарде Солаја ) и послат је да ухапси монаха Платона из Сакудиона због његовог јавног противљења другом браку цара Константина VI ( в. 780–797 ) са Платоновом нећаком царицомТеодотом . 797. године, као стратег (војни гувернер) Тракијске теме, овај исти Варданије је подржао царицу - мајку Ирину Атинску када је узурпирала престо од свог сина.  На Васкршњи понедељак, 1. априла 799. године, забележен је као један од четворице патрикија (заједно са Никитом Трифилијем, Сисинијем Трифилијем и Константином Бојолом) који су предводили коње царичине кочије на јединствену тријумфалну поворку од палате до цркве св. Свети Апостола . 
Сама Света царица Ирина је свргнута и прогнана од стране логотета тоу геникоу (министар финансија) Нићифора 31. октобра 802. У то време, Вардан је још увек био патриције и стратег Тракезијанаца, али је убрзо пребачен да командује моћном Анатоличком темом. Следеће године, вероватно у припремама за кампању против Арапа након Нићифоровог одбијања да настави са плаћањем данка Абасидском калифату, цар је очигледно именовао Вардана на место моностратегоса („врховног генерала“, у ствари врховни заповедник) од пет анадолских копнених тема Царства, додељиваних само у изузетним случајевима.  Међутим, ово именовање никако није сигурно; као моностратегоса помињу га тек каснији извори, док га скоро савремени помињу само као стратега Анатолика. Могуће је да су каснији извори погрешно протумачили његову титулу да значи „генерал целог Истока ( Анатоле )“. 

## Побуна
У јулу 803, војска Абасида под командом ал-Касима, сина калифа Харуна ал-Рашида ( в. 786–809 ), почео је напредовање према византијској граници. Пошто је цар Нићифор I почетком маја сломио стопало, Вардан је требало да предводи византијску војску против Арапа. Стога је наредио да се тематске војске Анадолије окупе у Анатоличкој теми.  Дана 19. јула  Вардан је проглашен за цара од стране окупљених трупа анатоличких, опсичких, тракезијских и букеларских тема. Најважније је да се јерменска тема, било због свог традиционалног ривалства са Анатолицима, или зато што се још није придружила остатку војске, није придружила устанку. Такође се претпоставља да је Вардан можда учествовао у гушењу побуне Јермена 793. године, остављајући дуготрајно непријатељство према њему међу својим трупама.  Међу византијским хроникама које извештавају о Вардановој побуни, Теофанов Настављач из 10. века и Синопсис Хронике из 13. века указују на то да су трупе биле мотивисане углавном економским интересима. Цар Нићифор I је покренуо строгу буџетску политику како би осигурао финансије Царства. Цар је укинуо ослобађање од пореза на наследство за војнике, и очигледно их је оставио неплаћеним неко време. Вардан је, с друге стране, имао добру репутацију у овом погледу, поштено поделивши плен освојен у кампањама против Арапа међу војницима. 
За мотиве самог Вардана ситуација је мање јасна. Према византијским хроничарима, акламацију је прихватио само невољно, након што је узалуд преклињао војнике да му дозволе одлазак. Међутим, према другој причи, пре своје побуне, Вардан је, у пратњи своја три главна сарадника, Томе Словена, Лава Јерменина и Михаила Аморијца, посетио светог човека у Филомелију да сазна за изгледе за устанак. Монах је тачно прорекао да ће његова побуна пропасти, да ће и Тома покренути побуну и да ће Лав и Михаило владати као цареви. Иако је вероватно касније измишљена, ова прича може сугерисати да је Вардан унапред планирао своју побуну.  Поред било какве личне амбиције, Вардан је био и припадник земљопоседничке аристократије и одани иконофил који је подржавао режим царице Ирине. Стога су га традиционалне елите виделе и као представника опозиције Нићифоровој политици, како у верским питањима, где је цар задржао пажљиво неутралан став према иконоборцима и иконофилима, тако и у друштвено - финансијској сфери, где је порезе на земљишне поседе и експропријација црквених поседа штети њиховим интересима.  Историчар Ворен Тредголд је даље сугерисао да је побуна била реакција против Нићифорове узурпације и да је имала за циљ, барем привидно, повратак на власт царице Ирине. Њена смрт, међутим, на Лезбосу 8. августа лишила је побуњенике сваког права на легитимитет. 
Побуна се вероватно догодила у Амориону, престоници Анатоличке теме. Одатле је побуњеничка војска, која је чинила скоро половину расположивих војних снага Царства, марширала на север и запад, пратећи војни пут за Никомедију, а затим за Хрисопољ, град који је лежао преко пута Босфора од царске престонице, Константинопоља . Тамо се Вардан улогорио осам дана, очекујући могући устанак против цара Нићифора I у престоници као одговор на сопствену побуну. Пошто се то није остварило, а становништво се показало да није било отворено, повукао се у велику војну базу у Малагини. Тамо су га двојица његових сарадника, Михаило Аморијанац и Лав Јерменин, напустили, а цар Нићифор I их је богато наградио за пребег: Михаило је постао заповедник шатора код цара, а Лав је постављен за команданта савезног пука. 
Ово дезертерство је додатно обесхрабрило Вардана, и, несклон да се суочи са лојалистичком војском у борби, одлучио се за предају путем преговора уз посредовање Јосифа, игумена манастира Катара који је служио на венчању у другом браку Константина VI. Вардан је добио писмо потписано од патријарха Тарасија и неколико водећих сенатора које је гарантовало да ни он ни његови потчињени неће бити кажњени ако се предају. Као додатну гаранцију добре вере, цар Нићифор I је послао свој златни крст заједно са писмом.  Задовољан овим уверавањима, Вардан је 8. септембра напустио своју војску и преко Никеје потражио уточиште у манастиру Хераклеја у Кију. Одатле се укрцао на брод који га је одвео на острво Проте . Узевши монашко име Сабас, Вардан је тада ушао у манастир који је тамо основао у прошлости. 

## Последице побуне
Након Вардановог повлачења, цар Нићифор I га је формално отпустио и конфисковао велики део његове имовине. Остали тематски генерали који су учествовали у побуни такође су разрешени својих дужности, епископи митрополита Сарда, Амориона и Никомедије кажњени су због подршке устанку прогонством на мало острво Пантелерија код Сицилије, док су војници Анадолске војске годину дана остали неплаћени. 
У децембру 803. (Треадголд то наводи у 804.), међутим, група „ ликаонских “ (вероватно павликијанских) војника се искрцала у Протеу и ослепила Вардана.  Ово је био веома симболичан чин: ослепљивање је била уобичајена казна која се обично изрицала јеретицима и побуњеницима, или свргнутим царевима и другим политичким супарницима како би се спречило да постану претња.  Врло је вероватно да је то учињено по налогу самог цара, иако се у каснијој јавној изјави пред Сенатом цар Нићифор I заклео да он нема никакве везе са тим. Већина научника верује у Нићефорову директну умешаност, али Треадголд сматра вероватнијим да су војници деловали на своју руку, пошто Вардан више није представљао веродостојну претњу за цара. У том случају, упркос притиску Патријарха и Сената да казни починиоце, и сопственом обећању да ће то учинити, цар Нићифор I их је пустио. 
Варданова побуна је привремено ослабила Византију, посебно у њеној способности да се избори са арапском претњом на Истоку, али Касимова инвазија је била ограниченог обима, а далеко већа интервенција његовог оца убрзо потом такође није резултирала већим војним сукобима: калиф Харун се повукао након примирја. закљученог у замену за скромну суму. Тако побуна није озбиљно погодила војску или већи део Анадолије.  Ипак, то указује на незадовољство војника царем Нићифором I, које ће поново испливати на површину у наредним годинама и показати стални извор невоља током његове владавине. 

## Породица
Вардан је био ожењен женом по имену Домника, са којом је имао неколико деце. Царица Текла, жена Михаила Аморијца, обично се поистовећује са једном од њих, као што Теофанов Настављач и Генесије бележе да је Вардан удао две своје ћерке за цара Михаила II Аморијца и још једног његовог помоћника.  Ворен Треадголд поистовећује другу ћерку са женом по имену или надимком Варка, коју сматра првом женом цара Лава V Јерменина и од које се Лав развео убрзо након његовог ступања на власт 813. како би се оженио Теодосијом . Она би тада била права мајка Лавовог прворођеног сина Симбатија / Константина .  Царица Теодосија је, међутим, једина јасно осведочена Лавова жена, и нема доказа за развод и поновни брак. Цар Лав V је такође назван „рођаком“ Вардановим, али је нејасно да ли је то дословно или у значењу „зета“. Ако је прво случај, само породична веза би спречила било какав такав брак. Поред тога, прича је врло вероватно само касније измишљена, инспирисан браком царице Текле са царем Михаилом II Аморијцем.  Познат је син по имену Вријен или Бријен, који је 813. године био на високом чиновничком положају.  Забележена је неименована, неудата ћерка, као и још неколико неименоване млађе деце, 803. године; Домника им је оставила део Вардановог богатства, од чега је део поклоњен сиротињи, а остатак су искористили за оснивање малог манастира у Цариграду, где су се склонили. 